# Linzer Gasse

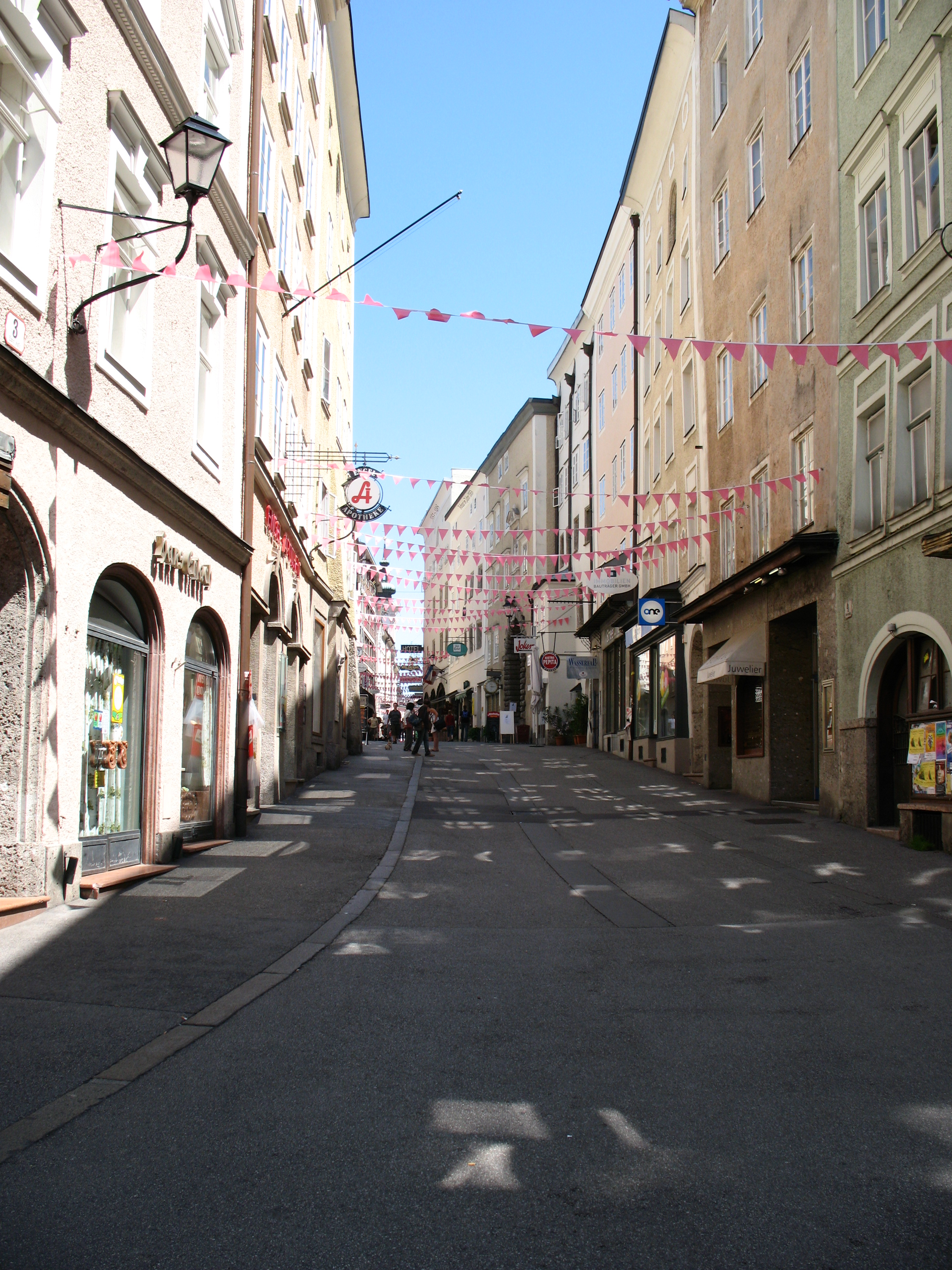
Linzergasse in Salzburg

Die Linzer Gasse (auch: Linzergasse) ist neben der Getreidegasse und der Steingasse eine der bekanntesten Gassen Salzburgs. Sie liegt größtenteils in der Altstadt rechts der Salzach am Fuß des Kapuzinerbergs und verläuft heute von der Staatsbrücke bzw. dem Platzl bis zur Franz-Josef-Straße.
In fürsterzbischöflicher Zeit bildete sie die wichtigste Hauptverkehrsader nach Linz bzw. Österreich, woraus sich der Name der Gasse ergibt. Früher hieß die anschließende Schallmooser Hauptstraße in Fortsetzung der Linzer Gasse Linzer Reichsstraße bzw. Straße nach Österreich. Die hohe Bedeutung als Verkehrsweg wird deutlich, weil in die Linzer Reichsstraße in Niedergnigl die ebenfalls sehr wichtige alte Eisenstraße (heute Grazer Bundesstraße) aus der Steiermark einmündet.
Über 140 Geschäfte sowie die historischen Bauten (unter anderem der Sebastiansfriedhof) machen die Linzergasse zu einem beliebten touristischen Zielpunkt in Salzburg. Jährlich findet hier das Linzergassenfest am letzten Wochenende im Juni statt.

## Geschichte

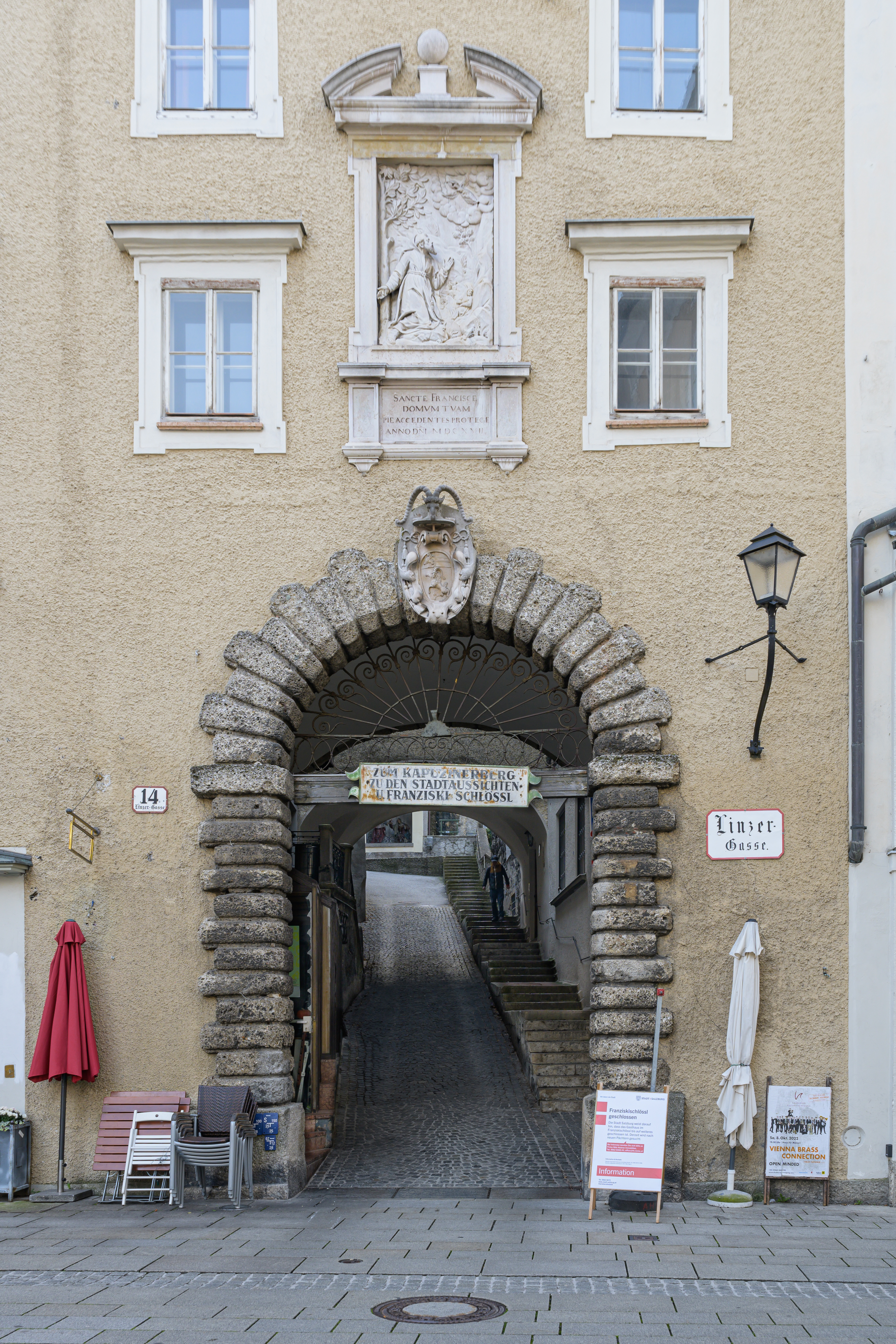
Franziskustor, Linzer Grasse 14

Als Hauptverkehrsweg an der Salzach ist die heutige Linzergasse aus Grabungen bereits in der Römerzeit bekannt. Am äußeren Ende der Linzergasse ist ein Friedhof aus spätrömischer Zeit bekannt.
Im Mittelalter entwickelte sich die bebaute Gasse erst allmählich vom Brückenkopf der Stadtbrücke (heute Staatsbrücke) nach Osten. Im Frühmittelalter endete die Stadt zuerst mit dem Ostertor westlich des Stefan-Zweig-Platzes (vor dem heutigen Haus Linzergasse 12). Das kleine Königsgässchen führte dabei direkt an der ältesten Stadtmauer entlang. Diese Stadtmauer aus der Zeit um 1280 wird u. a. im Hof des Hauses Lederergässchen Nr. 1 und 3 sichtbar und wieder als äußerst mächtig ausgeführte Ostwand des Hauses Linzergasse 14. 1373 wurde am äußeren Ende der heutigen Linzergasse das äußere Linzertor (auch Sebastianstor genannt) errichtet, das dann, mehrfach erneuert, erst 1894 abgerissen wurde. Bei anschließenden Arbeiten ab 1897 wurde dort die sogenannte Salzburger Bronzescheibe gefunden, das Fragment einer römischen Wasseruhr, das sich heute im Salzburg Museum befindet.
Der östliche Raum der Linzergasse wird auch heute noch wesentlich von Turm und Fassade der Sebastianskirche geprägt.

## Paracelsus und die Linzergasse

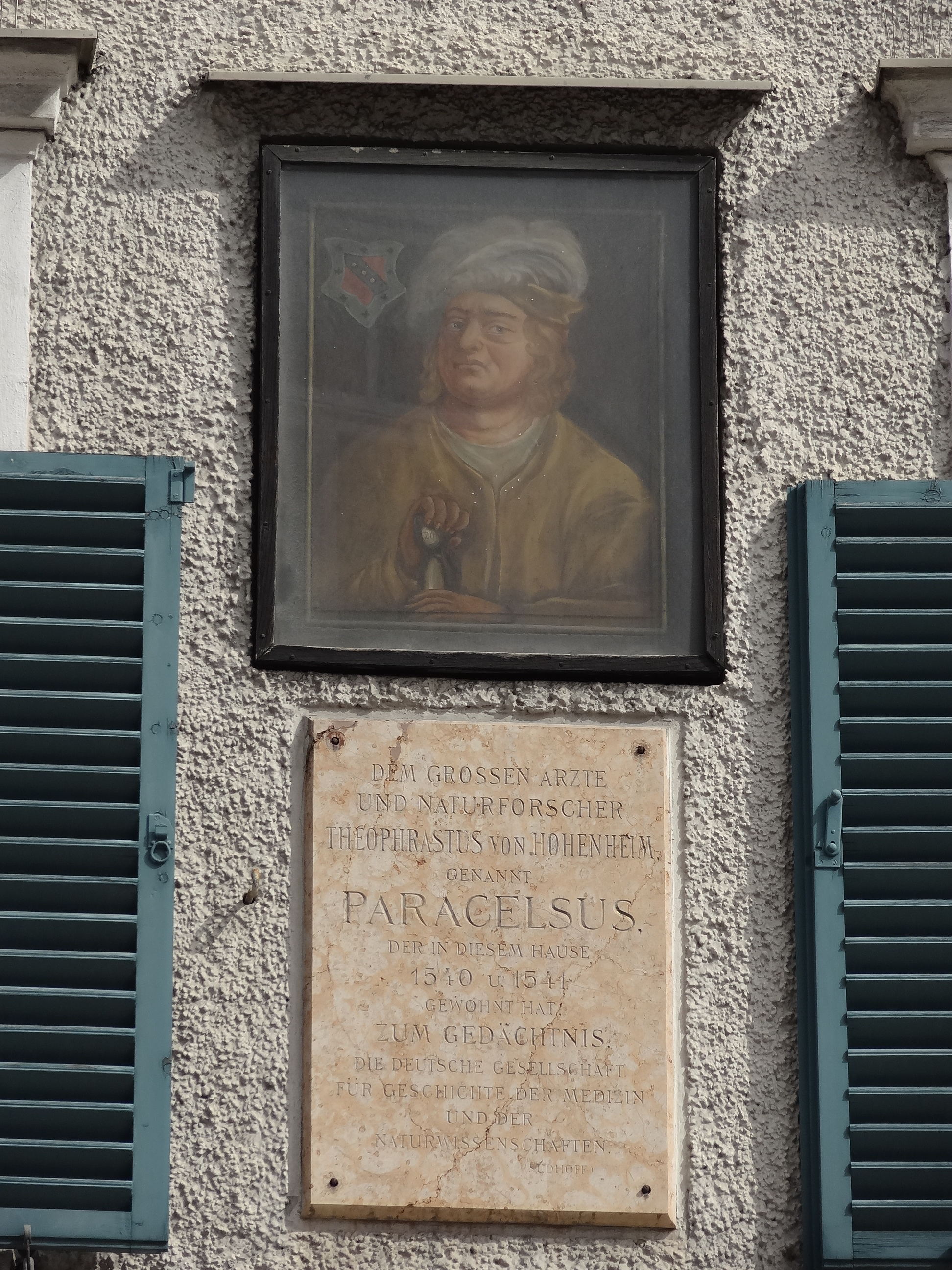
Erinnerungsplakette am Platzl 3

Nächst der Linzergasse lebte in seinem letzten Lebensjahr von 1540 bis 1541 im Haus Platzl Nr. 3 der Arzt und Wissenschaftler Theophrastus Bombastus von Hohenheim, genannt Paracelsus, welcher 1525 die Stadt Salzburg fluchtartig verlassen musste, um nicht von Matthäus Lang von Wellenburg wegen seiner Sympathie für die aufständischen Bauern belangt zu werden. Paracelsus ist auch auf dem Sebastiansfriedhof bei der Sebastianskirche bestattet.

## Die alte Kirche St. Andreas
St. Andrä (heute das Haus Linzergasse Nr. 1) wurde am 29. November 1418 konsekriert. Die ursprünglich gotische Kirche ließ Wolf Dietrich von Raitenau 1610 zu einem Renaissancebau umgestalten, unter Erzbischof Dietrichstein wurde sie 1748 mit hohem Aufwand barockisiert. Der große Stadtbrand im Jahre 1818 betraf auch die Kirche und beschädigte sie stark, danach ließ man sie nur notdürftig herrichten. In Folge wurde das Gotteshaus schließlich 1861 demoliert und, nicht weit davon entfernt, ab 1892 ein neues St. Andrä errichtet. Die Fresken des Künstlers Karl Reisenbichler schmücken das jetzt bestehende Haus Linzergasse 1 auffällig, an das Vorhandensein einer Kirche an seiner Stelle erinnert heute nichts mehr.

## Die Engelapotheke

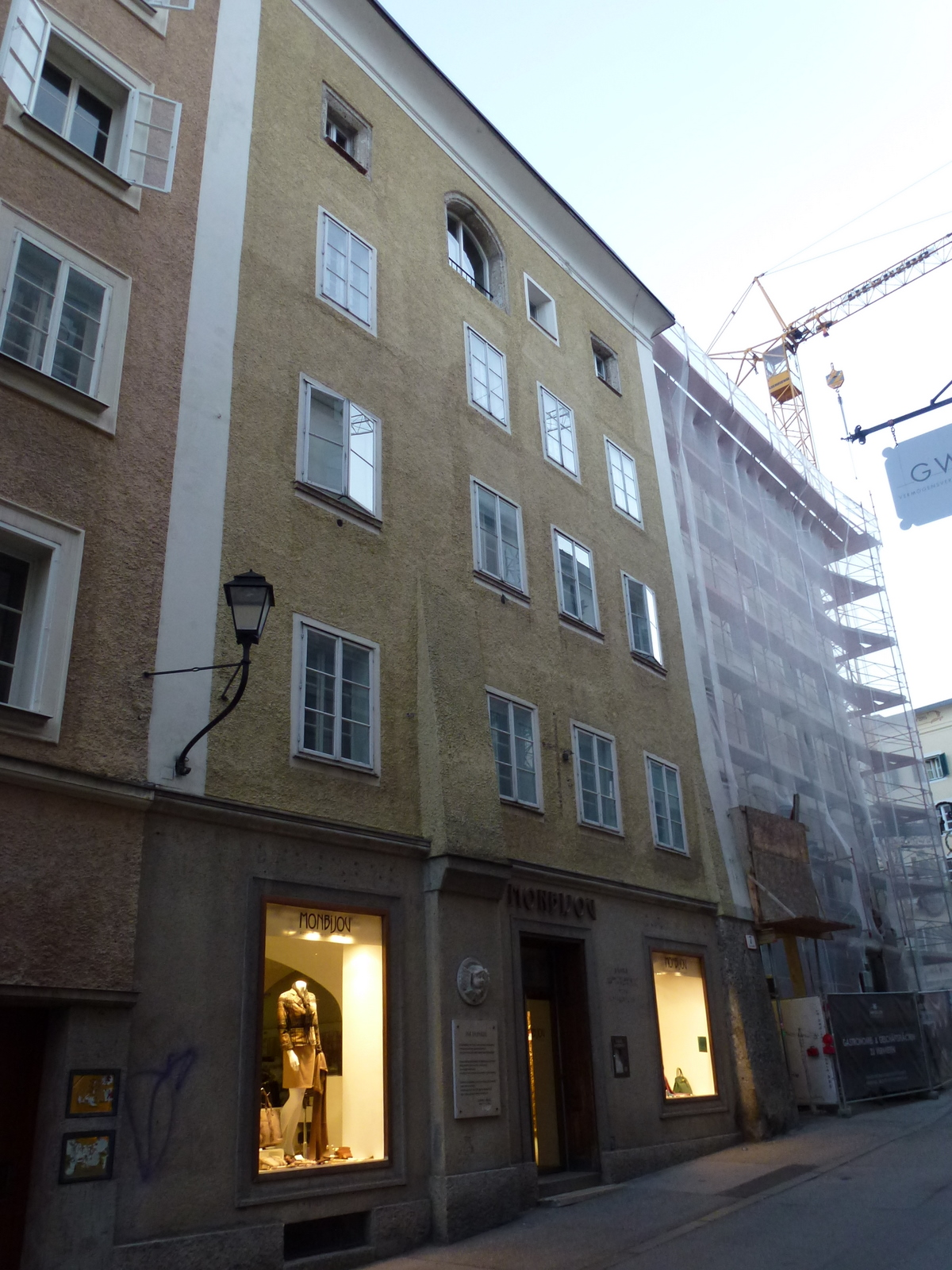
Ehemalige Engel-Apotheke

Das Haus Nr. 7 ist erstmals 1512 erwähnt als Haus zunächst an das „chlein Gässl hinder d. S. Andres Kirchen“. 1805 wurde in diesem Haus von Georg Hinterhuber eine Apotheke eingerichtet und „zum weißen Engel“ benannt, der sich in Salzburg auch als hervorragender Botaniker und Lehrer für Naturgeschichte einen Namen machte. Dessen Sohn Julius gründete  die „Sektion Salzburg des deutschen und österreichischen Alpenvereins“. In dieser Apotheke (Haus Nr. 7 mit eingemauertem Engelkopf) war der spätere Dichter Georg Trakl ein knappes Jahr lang als Gehilfe tätig. Eine Tafel mit einem Gedicht Trakls erinnert daran.

## Das Gablerbräu
Dieser Gasthof zuerst unmittelbar neben dem Ostertor (also dem Tor nach Osten) an der Haupteinfallstraße in die Stadt gelegen ist urkundlich bereits 1429 als Bräuhaus erwähnt.

## Die Glockengießerei
Schon 1724 wird nahe der Glockengasse hart am Felsen des Kapuzinerberges die Glockengießerei Oberascher bekannt. Diese Glockengießerei war dort aber vor allem bei längeren Regenfällen durch Sturzbäche vom Kapuzinerberg arg beeinträchtigt, der Betrieb suchte daher bessere Arbeitsbedingungen. Kurz nach 1900 übersiedelte dann der Gießereibetrieb endlich in das Haus Linzergasse 31 neben dem Bruderhof. Davon waren die neuen Nachbarn und andere Bürger der Gasse aber wenig erfreut, da sie bei einem Unfall einen größeren Brand – oder gar eine stadtweite Katastrophe – befürchteten. Von Seiten des Betriebes und von Seiten der besorgten Bürger wurden daraufhin viele Jahre lang unzählige Petitionen geschrieben, bis sich endlich 1919 der Betrieb nicht ganz freiwillig einen neuen Standort in Kasern suchte, wo er bis vor wenigen Jahren weiter arbeitete.

## St.-Sebastianskirche

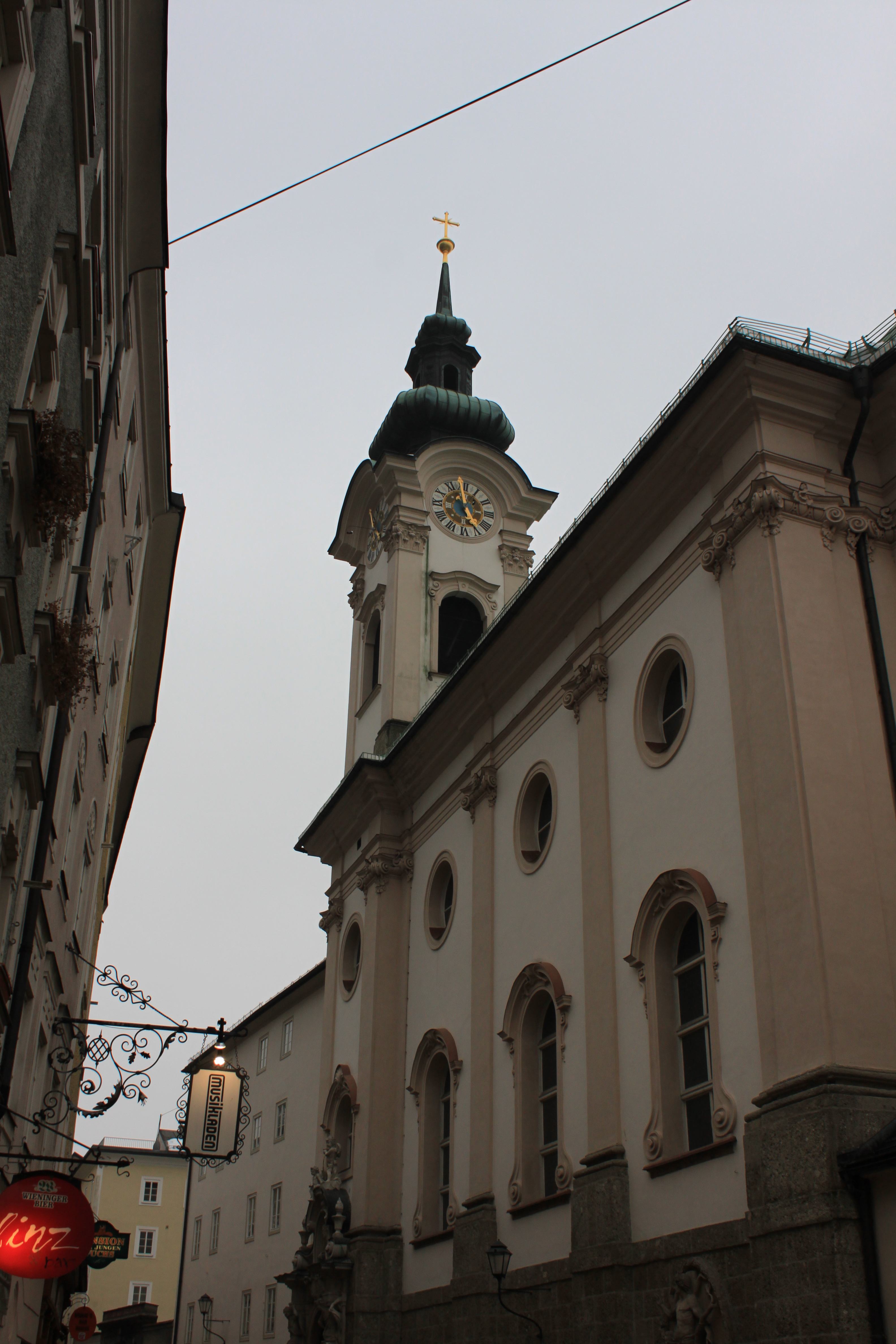
Die Sebastianskirche an der Linzergasse

## Das Rotenburger-Haus (1629–1668)
Leopold Rotenburger richtete 1629 im Haus Linzergasse 27 seine Orgelbau-Werkstätte ein. Wolf Dietrich hatte 1597 das Amt des Hoforgelmachers geschaffen, er ist der erste nachweisbare Hoforgelmacher Salzburgs. 1643 erwarb dessen einer Sohn Paul Rotenburger das Rottenburger Hauß von seinem Vater, der daraufhin vermutlich in ein anderes Haus in der Linzergasse zog, 1661 der andere Sohn, Mathias Rotenburger.

## St.-Sebastian-Bruderhaus
Das Haus Linzergasse 41 ist das historische Bruderhaus („Bruderhof“), das 1496 gestiftet und in wesentlichen Teilen bis 1532 erbaut worden war. Es ist ein Gebäudekomplex, als Eckhaus an der Linzergasse neben der Sebastianskirche, und zieht sich mit mehreren weiteren Bauten zwischen Sebastiansfriedhof und Klostergarten des Loretoklosters Richtung Paris-Lodron-Straße, wobei zwei die Gasse überspannende Bauten Innenhöfe ausbilden.
Es diente als Hospital für kranke und alte Salzburger, die nicht Bürger dieser Stadt waren und damit nicht im privilegierten Bruderhaus bei der Bürgerspitalskirche aufgenommen werden konnten. Beim Stadtbrand von 1818 wurde der Komplex weitgehend zerstört, wieder aufgebaut, und in Folge als Dienstbotenschule genutzt. Nach 1865 diente er der III. Compagnie der Freiwilligen Feuerwehr Salzburg, die später in Feuerwache Bruderhof umbenannt wurde. Erst ab 1946 teilten sich Freiwillige Feuerwehr und Berufsfeuerwehr den Bruderhof. Teil dieser Feuerwache war auch die Rettungsabteilung der Freiwilligen Feuerwehr, die später im Rettungsdienst Rotes Kreuz aufging. Die Rettung war im Rettungsstöckl hinter dem Bruderhof untergebracht und übersiedelte schon in den 1990er Jahren in eine neue Zentrale in der Karl Renner Straße (Salzburger Rettungsheim). Freiwillige und Berufsfeuerwehr waren bis Oktober 1999 im Bruderhof untergebracht und konnten dann in eine neue Zeugstätte (Feuerwache Schallmoos) in der Schallmooser Hauptstraße übersiedeln.
Heute gehört der Bruderhof als Kirchenrektorat der Erzdiözese Salzburg und ist Studentinnenwohnhaus und Gästehaus St. Sebastian der Priesterbruderschaft St. Petrus.
Die hinteren Häuser wurden 2000 bis 2003 modernisiert und durch Neubauten ergänzt (Quartier Bruderhof). Die Architektur stammt von Thomas Forsthuber und Christoph Scheithauer und vereint Altsubstanz mit minimalistisch-formalen Elementen und errang den Salzburger Altstadtpreis 2003. Hier finden sich heute 16 Wohnungen, Büros, dazu in der Sockelzone Geschäfte und Lokale.

## Badehaus
Die nächstgelegene Haus Nr. 43/45 war ein mittelalterliches Badehaus, das im Kern aus dem 16. Jahrhundert stammt und heute barockisierende Fensterumrahmungen besitzt.

## Egedacher-Haus (1753–1788)
Das Egedacher-Hauß Linzergasse 66 gehörte dem Salzburger Hoforgelmacher und Klavierbauer Johann Rochus Egedacher, der es 1753 mit dem anererbten Vermögen seiner Gattin Maria Theresia Capeller aus Aussee erworben hatte. 1764 kaufte er noch das Lehenrößlerhaus, Linzergasse 68, dazu. Nach dem unglücklichen Leben der Familie Egedacher verkauften die Erben zuerst das Lehenrößlerhaus 1785 um 2000 fl., das Haupthaus, Linzergasse 66, 1788 um 1391 Gulden.